# Велама
Велама (там. வெலமா) је каста  етничка група у индијским државама Тамил Наду, Андра Прадеш и Телангана. Најранија појава Велама као појма за заједницу датира из 17. века.   Познати су и као Велама Наиду. У хијерархији заснованој на касти, они заузимају највишу позицију заједно са кастама Реди и Кама. У Телангани их друге касте зову "Дора" (Господ), што је израз који имплицира висок ниво поштовања. Модерна заједница Велама подељена је у три велике групе Падманаиака Велама, Коппула Велама и Полинати Велама, сви су део исте друштвене групе.

## Порекло и историја
Велама су описани под тим именом од 17. века, а у наредном веку неки су имали заминдарске положаје под краљевима Голконде, што им је дало значајна овлашћења над малим регионима у Телангани.  Краљеви су одлучили да разликују ове различите групе Велама усвајањем система рангова. Ово је довело до тога да се конкурентски нагласак стави на статус и замке заједница Велама, што је резултирало ривалитетом заснованим на признавању богатства и почасти које су им историјски додељене. Међу онима који су доминирали били су Велуготи из Венкатагирија , у приобалном округу Нелоре, и Апа Раос из Нузвида. Обе групе су тражиле да буду признати као краљевски кланови, док су друге значајне групе укључивале Питапурам Раос и Ранга Раос. 
Велуготи су своју историју пратили до 12. века и живели су на различитим местима пре него што су се населили у округу Нелоре 1695. године; њихов престиж је постао такав да су 1870-их њихове синове усвојили као наследници супарнички вође кланова Велама, као што су Питапоре, чија се сопствена лоза иначе суочила са изумирањем због неплодности или ране смрти мушке деце. Овакви аранжмани су побољшали статус усвојитеља и утицај Велуготија.  Веламе носе титулу Рао и Дора. Велама се неће ангажовати као најамни радници и њихове жене неће радити на пољима. 

## Веза са Падманајакама
Према Синтији Талбот, која је разоткрила теорије историчара у ери Британскe Индијe, термини Велама и Падманајака нису синоними и Падманајака је била статус на који су могли да присвајају телугу ратници различитог порекла.  Велама и Падманајака су наведене као засебне заједнице у Бхимешвара Пуранаму. 

## Култура
Велама су хиндуси и припадају ваишнавском делу хиндуизма. 

## Династије
- Ричела Наијакас [8]
- Калахасти Најакан[9]
- Питхапурам Естате
- Нузвид Естате
- Бобили Естате
- Венкатагири Естате